# Prueba CRAAP
La prueba CRAAP es una prueba para verificar la confiabilidad objetiva de las fuentes de información en todas las disciplinas académicas. CRAAP es un acrónimo de Currency, Relevance, Authority, Accuracy, and Purpose (Actualidad, Relevancia, Autoridad, Precisión y Propósito). Debido a la gran cantidad de fuentes de información disponibles en línea, puede ser difícil saber si estas fuentes son confiables para usarlas como herramientas de investigación. La prueba CRAAP tiene como objetivo facilitar que los educadores y los estudiantes determinen si se puede confiar en las fuentes. Al emplear la prueba mientras evalúa las fuentes, un investigador puede reducir la probabilidad de utilizar información no confiable. La prueba CRAAP, desarrollada por Sarah Blakeslee y un equipo de bibliotecarios en la Universidad Estatal de California, Chico (CSU Chico), se utiliza principalmente por bibliotecarios de universidades. Es una de las diferentes aproximaciones a la crítica de fuentes.

## C: Currency (Actualidad)
El primer paso para saber si una fuente es confiable es verificar su actualidad. Esto quiere decir que la información encontrada es la más reciente. Dicho esto, los estudiantes y educadores pueden preguntar dónde se publicó la información. Posteriormente, buscan si la información ha sido revisada o actualizada y si la tarea de investigación puede basarse en múltiples fuentes en diferentes plataformas. También se tiene en cuenta si se necesitan noticias actuales, medios de comunicación o los últimos hallazgos de la investigación, o si también se pueden encontrar en fuentes más antiguas. Estas preguntas son importantes porque ayudan a identificar las tendencias recientes de la información, y también muestran los cambios constantes en la investigación. Si la fuente proviene de un sitio web, los enlaces para acceder a él deben estar operativos.

## R: Relevance (Relevancia)
Al analizar las fuentes, la relevancia de la información tendrá un impacto muy importante en el desarrollo de la investigación. Una cuestión clave en esta cuestión es ¿cómo se relaciona el tema con la información proporcionada en una fuente? Más importante aún, los autores de las referencias deben centrarse en la audiencia prevista. Por lo tanto, la relevancia de la información ayuda a la audiencia a saber lo que está buscando. Además, se verifica si los datos están en un nivel adecuado de comprensión, es decir, el nivel no debe ser demasiado elemental o demasiado avanzado para las necesidades de los estudiantes o docentes. Debido a la variedad de fuentes, los educadores deben hacer todo lo posible para mantener la mente abierta sobre el uso de las fuentes. Además, deben decidir si se sienten lo suficientemente cómodos para citar la fuente.

## A: Authority (Autoridad)
No solo hay que considerar la actualidad y la relevancia de la fuente dada, sino también su autoridad. Esto es significativo porque los estudiantes y educadores buscarán quién es el autor, el editor o el patrocinador antes de poder confiar en la información. El nivel educativo y/o científico y las filiación del autor son importantes porque puede ayudar a los lectores a saber si el autor está calificado para escribir sobre el tema. También debe haber información de contacto del editor o autor. La autoridad de la fuente ayuda a los estudiantes o educadores a saber que la información se puede usar y confiar de manera adecuada. La autoridad al citar una fuente establece un límite de confianza entre el lector y el autor de las obras.

## R: Accuracy (Precisión)
Al enfatizar la confiabilidad de las fuentes, la precisión de los contenidos debe conectarse con el origen. La evidencia debe respaldar la información presentada a la audiencia. La evidencia puede incluir hallazgos, observaciones o notas de campo. El documento debe poder ser revisado o referido. Debe ser verificable por otra fuente o conocimiento. El lenguaje utilizado en las fuentes debe ser imparcial o libre de emociones, debido a su uso para la demostración de hechos. El contenido de la fuente debe estar libre de errores ortográficos, gramaticales o tipográficos.

## P: Purpose (Propósito)
El propósito de las fuentes de información es ayudar a los lectores a saber si la información que buscan es adecuada para su investigación. Las preguntas que surgen al buscar pueden tener los propósitos de informar, enseñar, vender, entretener, investigar o incluso fines de lucro. Las intenciones del autor deben ser claras. Se deben tener en cuenta ciertos aspectos, ya sea que la información proporcionada puede ser un hecho, una opinión o propaganda,o tener un sesgo político, personal, religioso o ideológico. Conocer el propósito de la información ayuda a buscar fuentes mucho más fácilmente.

## Historia
La prueba fue implementada por Sarah Blakeslee durante la primavera de 2004, cuando estaba creando un taller de primer año para instructores de primer año. Blakeslee estaba frustrada porque no podía recordar los criterios para evaluar diferentes fuentes. Desarrolló el acrónimo con el objetivo de dar a los estudiantes una manera más sencilla para determinar qué fuentes son creíbles.
Otra de las otras pruebas que se desarrollaron previamente a la prueba CRAAP es la prueba SAILS: Standardized Assessment of Information Literacy Skills (Evaluación estandarizada de habilidades de alfabetización informacional). Fue creada en 2002 por un grupo de bibliotecarios de la Universidad Estatal de Kent como una evaluación de las habilidades de alfabetización informacional de los estudiantes. La prueba SAILS se enfoca más en asignar puntuaciones como una medida cuantitativa sobre cómo la corrección con que los estudiantes buscan sus fuentes. Si bien la prueba SAILS es más específica en sus términos de evaluación, comparte los mismos objetivos que la prueba CRAAP.

## Evaluación de sitios web
se ha comenzado a usar la prueba CRAAP para ayudar a enseñar a los estudiantes sobre la evaluación de contenido en línea. En un artículo de 2017, Cara Berg, bibliotecaria de referencia y co-coordinadora de educación de usuarios en la Universidad William Paterson, enfatizó la evaluación de sitios web como una herramienta para la investigación activa. En la universidad de Berg, la instrucción bibliotecaria se imparte en aproximadamente 300 clases diferentes, cada una en diferentes temas que requieren algún tipo de investigación que demanda que los estudiantes busquen fuentes. La evaluación del sitio web mediante la prueba CRAAP se incorporó como parte del seminario de primer año para estudiantes de esta universidad, para ayudarlos a perfeccionar sus habilidades de investigación.

## Usos pedagógicos
La prueba CRAAP se usa en la enseñanza de la biblioteca como parte de un seminario de primer año para estudiantes. Los estudiantes debían participar en esta clase como parte del requisito de graduación en la Universidad William Paterson. Además de usar el método CRAAP en los cursos de inglés, otros cursos  de ciencias e ingeniería también han estado usando este método. Ejemplos de universidades que usan la prueba CRAAP incluyen la Universidad Central de Michigan, la Universidad Benedictina, el Colegio Comunitario del Condado de Baltimore, entre otros. Hay otras escuelas que usan la prueba como una forma para que los estudiantes obtengan buenos resultados en sus tareas en materias que requieren trabajos de investigación.

## Alternativas y críticas
En 2004, el artículo de Marc Meola "Chucking the Checklist" criticó el enfoque de la lista de verificación para evaluar la información, y bibliotecarios y educadores han explorado enfoques alternativos.
Mike Caulfield ha criticado algunos usos de la prueba CRAAP en alfabetización informacional, y ha enfatizado un enfoque alternativo utilizando heurísticas paso a paso que se pueden resumir con el acrónimo SIFT: Stop; Investigate the source; Find better coverage; Trace claims, quotes, and media to the original context" ("Parar; Investigar la fuente; Encontrar una cobertura mejor; Rastrear llamadas, citas y enlaces al contexto original").
En un artículo de diciembre de 2019, Jennifer A. Fielding planteó la cuestión de que el método CRAAP se centra en una "inmersión profunda" en el sitio web que se está evaluando, pero señaló que "en los últimos años, la difusión de información errónea y desinformación en línea se ha vuelto cada vez más sofisticado y prolífico, por lo que restringir el análisis al contenido de un solo sitio web sin comprender cómo se relaciona el sitio con un entorno más amplio presenta el problema de facilitar la aceptación de la información errónea como un hecho". Fielding contrastó el uso del método CRAAP, una "lectura vertical" de un solo sitio web, con la "lectura lateral", un método de verificación de datos para encontrar y comparar múltiples fuentes de información sobre el mismo tema o evento.
En un documento de trabajo de 2020, Sam Wineburg, Joel Breakstone, Nadav Ziv y Mark Smith descubrieron que el uso del método CRAAP para la educación en alfabetización informacional hace que los "estudiantes sean susceptibles a la desinformación". Según estos autores, el método necesita una adaptación exhaustiva para ayudar a los estudiantes a detectar noticias falsas y fuentes sesgadas o satíricas en la era digital.